# Ли Пјане (Терамо)
Ли Пјане (итал. Li Piane) је насеље у Италији у округу Терамо, региону Абруцо.
Према процени из 2011. у насељу је живело 25 становника. Насеље се налази на надморској висини од 237 м.